# 尾鷲義人
尾鷲義人（おわせ よしと、本名：樋口義人（ひぐち よしと）、1967年1月16日 - ）は、日本の演歌歌手。

## 人物
三重県尾鷲市出身。一時期、芸名を「尾鷲義仁」と改名していたが、2009年6月より芸名をデビュー当時の「尾鷲義人」に戻した。
1989年5月21日、「恋やどり」でメジャーデビュー。同年第31回日本レコード大賞新人賞を獲得。
2012年7月、三重県尾鷲市観光大使に就任する。

## ディスコグラフィー

### CD
＜シングル＞
- 「恋やどり」（1989）
- 「愛にまみれたい」（1990）
- 「風の酒場町」（1991）
- 「夢をかざって」（1993）
- 「夢のつづき」（1997）
- 「酔っぱらって子守唄」（1999）
- 「吼えろ吼えろタイガース」（1999）
- 「般若の恋」（2000）
- 「想愁歌」（2002）
- 「吼えろ吼えろタイガース」（2003）
- 「母さんの秋」（2004）
- 「一人で泣かないで」（2006）
- 「虹の橋渡って走れジョン」（2007）
- 「語り酒」（2008）
- 「ひとときの恋」（2012年7月）

＜アルバム＞
- 1stアルバム「愛にまみれたい」（1990）
- アルバム全曲集「想愁歌/愛にまみれたい」（2002）

＜オムニバス参加＞
- 「Up's音頭」@走馬燈（2000）